# Beat Acelerado
"Beat Acelerado" e uma canção pela banda brasileira Metrô, laçador em 1984 pela Epic Records. o primeiro single do primeiro álbum de estúdio da banda, Olhar, que iria só lança no ano seguinte, isso era o primeira lançamento oficial da banda sob o nome "Metrô" (a banda era conhecida como A Gota Suspensa durante sua fundação em 1978 ate 1984) e o primeiro de muitos lançamentos sob o selo Epic. A canção foi um grande hit, e foi responsável por catapultar a banda para a fama. Um videoclipe da canção foi feita no mesmo ano.
Metrô fez duas regravação da canção durante sua vida útil: a primeira regravação, titulada "2 versão", é uma edição curta (apenas durando 1:11 segundos) e lenta da canção, e foi incluindo no álbum Olhar. O segundo foi feito para seu album de 2002 Déjà-Vu, esta é uma versão bossa nova da canção. Uma remix da canção pelo DJ Zé Pedro foi subsequentemente incluindo no relacionamento de 2016 do Olhar como uma faixa bonus.

## Faixas
1. Beat Acelerado – 3:46
2. Sândalo de Dândi – 3:53

## Personal
- Virginie Boutaud – vocais
- Daniel "Dany" Roland – bateria
- Xavier Leblanc – baixo
- Yann Laouenan – teclado
- Alec Haiat – guitarra
- Luiz Carlos Maluly – produtor